# Listen to the Music
«Listen to the Music» es una canción interpretada por la banda estadounidense The Doobie Brothers para su segundo álbum de estudio, Toulouse Street. Escrita por Tom Johnston, la canción se convirtió en el primer gran éxito de The Doobie Brothers en 1972.

## Escritura y composición
El escritor Tom Johnston describió la motivación de la canción como un llamado a la paz mundial. Él dijo:

La estructura de acordes me hizo pensar en algo positivo, por lo que las letras que surgieron se basaron en esta idea utópica de que si los líderes del mundo se reunieran en una colina cubierta de hierba en algún lugar y fumaran suficiente droga o simplemente se sentaran y escucharan la música y se olvidaran de todas estas tonterías, el mundo sería un lugar mucho mejor. Era muy utópico y muy poco realista (risas). Parecía una buena idea en ese momento.

La grabación de estudio usó un banjo y un efecto de flanging prominente, audible desde el puente hasta el desvanecimiento.

## Rendimiento comercial
Cuando se lanzó como sencillo por Warner Bros. Records, la canción alcanzó el puesto #11 en el Billboard Hot 100 en noviembre de 1972. «Listen to the Music» también alcanzó la posición #3 en Canadá, #7 en Países Bajos, #23 en Irlanda, #29 en el Reino Unido y #50 en Australia.
En 1994, Steve Rodway (más conocido como Motiv8) hizo un remix de la canción y alcanzó el puesto #37 en la lista de sencillos del Reino Unido.

## Créditos y personal
Créditos adaptados desde las notas de álbum.
The Doobie Brothers
- Tom Johnston – guitarras, voz principal y coros
- Patrick Simmons – guitarras, banjo,[2] segunda voz, coros
- Tiran Porter – guitarra bajo, coros
- John Hartman – batería, pandereta
- Michael Hossack – batería, tambores metálicos[5]

Músicos adicionales
- Ted Templeman – percusión

## Posicionamiento

### Gráfica semanal
| Gráficas (1972–74)                      | Pico de posición |
| --------------------------------------- | ---------------- |
| Australia (Kent Music Report)           | 50               |
| Bélgica (Flandes) (Ultratop 50 Singles) | 27               |
| Bélgica (Valonia) (Ultratop 50 Singles) | 49               |
| Canadá (RPM Top Singles)                | 3                |
| Estados Unidos (Billboard Hot 100)      | 11               |
| Estados Unidos (Cashbox Top 100)        | 9                |
| Irlanda (Irish Singles Chart)           | 23               |
| Países Bajos (Single Top 100)           | 7                |
| Reino Unido (UK Singles Chart)          | 29               |

### Gráfica de fin de año
| Gráficas (1972)                        | Pico de posición |
| -------------------------------------- | ---------------- |
| Estados Unidos (Whitburn's Pop Annual) | 102              |